# Saverio Ragno
Saverio Vittorio Ragno (ur. 6 grudnia 1902 w Trani, zm. 22 kwietnia 1969 w Sacile) – włoski szpadzista i florecista, czterokrotny medalista olimpijski i wielokrotny medalista mistrzostw świata.
Na igrzyskach olimpijskich w Los Angeles w 1932 roku Włosi w składzie: Carlo Agostoni, Franco Riccardi, Renzo Minoli, Saverio Ragno i Giancarlo Cornaggia-Medici zdobyli srebrny medal w szpadzie drużynowej. W zawodach indywidualnych był czwarty, w rundzie finałowej wygrał siedem z jedenastu pojedynków, minimalnie przegrywając rywalizację o medal z Agostonim. Na rozgrywanych cztery lata później igrzyskach olimpijskich w Berlinie wspólnie z Edoardo Mangiarottim, Giancarlo Cornaggią-Medicim, Franco Riccardim, Giancarlo Brusatim i Alfredo Pezzaną zwyciężył w szpadzie drużynowej. W turnieju indywidualnym zdobył srebrny medal, w rundzie finałowej wygrywając sześć z dziewięciu pojedynków i plasując się tylko za Franco Riccardim. Po II wojnie światowej wystąpił na igrzyskach olimpijskich w Londynie w 1948 roku, gdzie razem z Manlio Di Rosą, Giorgio Pellinim, Edoardo Mangiarottim i Renzo Nostinim zdobył srebrny medal we florecie drużynowym. 
Podczas mistrzostw świata w Liège w 1930 roku zdobył złoty medal we florecie drużynowym i srebrny w szpadzie drużynowej. Złote medale we florecie drużynowym zdobył także na mistrzostwach świata w Wiedniu (1931), mistrzostwach świata w Budapeszcie (1933) i mistrzostwach świata w Monte Carlo (1950) oraz srebrny na mistrzostwach świata w Lizbonie (1947).
Ponadto w szpadzie drużynowej wywalczył złote medale na mistrzostwach świata w Wiedniu (1931), mistrzostwach świata w Budapeszcie (1933) i mistrzostwach świata w Paryżu (1937), srebrny na mistrzostwach świata w Warszawie (1934) oraz brązowe na mistrzostwach świata w Pieszczanach (1938) i mistrzostwach świata w Lizbonie (1947). Zdobył również dwa medale w turniejach indywidualnych: srebrny na MŚ 1933 (za Francuzem Georgesem Buchardem) oraz brązowy na MŚ 1935 (za Szwedem Hansem Drakenbergiem i Francuzem Paulem Deydierem).
Pięciokrotnie zostawał mistrzem kraju w szpadzie.
Jego córka, Antonella Ragno-Lonzi także uprawiała szermierkę, zaś w 1969 roku jego zięciem został Gianni Lonzi, piłkarz wodny.

## Osiągnięcia
Konkurencja: szpada
Igrzyska olimpijskie
- drużynowo (1936)
- indywidualnie (1936); drużynowo (1932)

Mistrzostwa świata
- drużynowo (1931, 1933, 1937)
- indywidualnie (1933); drużynowo (1930, 1934)
- indywidualnie (1935); drużynowo (1938, 1947)

Konkurencja: floret
Igrzyska olimpijskie
- drużynowo (1948)

Mistrzostwa świata
- drużynowo (1930, 1931, 1933, 1950)
- drużynowo (1947)